# Hahnia cinerea
Hahnia cinerea là một loài nhện trong họ Hahniidae.
Loài này thuộc chi Hahnia. Hahnia cinerea được James Henry Emerton miêu tả năm 1890.